# 완주 화암사 괘불도
완주 화암사 괘불도는 대한민국 전북특별자치도 완주군 경천면 화암사에 있는 일제강점기의 불화이다. 2014년 10월 29일 대한민국의 국가등록문화재 제625호로 지정되었다.

## 개요
보기 드문 비로자불을 본존으로 문수와 보현보살을 협시로 권속들을 구성한 비로자나괘불도로서 주목된다.
채색에 있어서도 근대기 불화에 수용된 서양화법을 적극 수용하여 입체감 있는 표현 뿐 아니라 수채화기법에 가까운 설채법 등 19세기 말에서 20세기 초 수용된 근대적 불화기법을 잘 보여주는 좋은 예이자, 전통적 요소와 근대적 요소를 함께 적용한 작품으로 불교 회화적 가치가 큼.

## 참고 자료
- 완주 화암사 괘불도 - 국가유산청 국가유산포털